# Giro dei Paesi Baschi 2016
Il Giro dei Paesi Baschi 2016, cinquantaseiesima edizione della corsa, valido come nona prova dell'UCI World Tour 2016, si è svolto dal 4 al 9 aprile 2016 su un percorso di 852,2 km suddiviso in sei tappe con partenza da Etxebarria ed arrivo a Eibar. È stato vinta dallo spagnolo Alberto Contador, che ha concluso con il tempo di 22h44'43", divenendo con quattro trionfi il corridore più vittorioso della competizione assieme a José Antonio González.

## Tappe
| Tappa  | Data     | Percorso                          | km    | Vincitore di tappa | Leader cl. generale |
| ------ | -------- | --------------------------------- | ----- | ------------------ | ------------------- |
| 1ª     | 4 aprile | Etxebarria > Markina-Xemein       | 144   | Luis León Sánchez  | Luis León Sánchez   |
| 2ª     | 5 aprile | Markina-Xemein > Amurrio Barandio | 174,2 | Mikel Landa        | Mikel Landa         |
| 3ª     | 6 aprile | Vitoria-Gasteiz > Lesaka          | 193,5 | Steve Cummings     | Mikel Landa         |
| 4ª     | 7 aprile | Lesaka > Orio                     | 165   | Samuel Sánchez     | Wilco Kelderman     |
| 5ª     | 8 aprile | Orio > Eibar/Arrate               | 159   | Diego Rosa         | Sergio Henao        |
| 6ª     | 9 aprile | Eibar > Eibar (cron. individuale) | 16,5  | Alberto Contador   | Alberto Contador    |
| Totale | Totale   | Totale                            | 852,2 |                    |                     |

## Squadre e corridori partecipanti
| N.    | Cod. | Squadra                     |
| ----- | ---- | --------------------------- |
| 1-8   | KAT  | Team Katusha                |
| 11-18 | SKY  | Team Sky                    |
| 21-28 | MOV  | Movistar Team               |
| 31-38 | OGE  | Orica-GreenEDGE             |
| 41-48 | BMC  | BMC Racing Team             |
| 51-58 | TNK  | Tinkoff                     |
| 61-68 | CPT  | Cannondale Pro Cycling Team |
| 71-78 | ALM  | AG2R La Mondiale            |
| 81-88 | LTS  | Lotto-Soudal                |
| 91-98 | FDJ  | FDJ                         |

| N.      | Cod. | Squadra                    |
| ------- | ---- | -------------------------- |
| 101-108 | DDD  | Team Dimension Data        |
| 111-118 | LAM  | Lampre-Merida              |
| 121-128 | TFS  | Trek-Segafredo             |
| 131-138 | EQS  | Etixx-Quick Step           |
| 141-148 | IAM  | IAM Cycling                |
| 151-158 | AST  | Astana Pro Team            |
| 161-168 | TGA  | Team Giant-Alpecin         |
| 171-178 | TLJ  | Team Lotto NL-Jumbo        |
| 181-188 | CJR  | Caja Rural-Seguros RGA     |
| 191-198 | COF  | Cofidis, Solutions Crédits |

## Dettagli delle tappe

### 1ª tappa
- 4 aprile: Etxebarria > Markina-Xemein – 144 km

Risultati
| Pos. | Corridore         | Squadra | Tempo    |
| ---- | ----------------- | ------- | -------- |
| 1    | Luis León Sánchez | Astana  | 3h54'21" |
| 2    | Daniel Navarro    | Cofidis | s.t.     |
| 3    | Simon Gerrans     | Orica   | s.t.     |

| Pos. | Corridore         | Squadra | Tempo    |
| ---- | ----------------- | ------- | -------- |
| 1    | Luis León Sánchez | Astana  | 3h54'21" |
| 2    | Daniel Navarro    | Cofidis | s.t.     |
| 3    | Simon Gerrans     | Orica   | s.t.     |

### 2ª tappa
- 5 aprile: Markina-Xemein > Amurrio Barandio – 174,3 km

Risultati
| Pos. | Corridore       | Squadra  | Tempo    |
| ---- | --------------- | -------- | -------- |
| 1    | Mikel Landa     | Sky      | 4h43'17" |
| 2    | Wilco Kelderman | Lotto NL | a 1"     |
| 3    | Sergio Henao    | Sky      | a 5"     |

| Pos. | Corridore       | Squadra  | Tempo    |
| ---- | --------------- | -------- | -------- |
| 1    | Mikel Landa     | Sky      | 8h37'38" |
| 2    | Wilco Kelderman | Lotto NL | a 1"     |
| 3    | Sergio Henao    | Sky      | a 5"     |

### 3ª tappa
- 6 aprile: Vitoria-Gasteiz > Lesaka – 193,5 km

Risultati
| Pos. | Corridore      | Squadra   | Tempo    |
| ---- | -------------- | --------- | -------- |
| 1    | Steve Cummings | Dimension | 5h01'57" |
| 2    | Simon Gerrans  | Orica     | s.t.     |
| 3    | Fabio Felline  | Trek      | s.t.     |

| Pos. | Corridore       | Squadra  | Tempo     |
| ---- | --------------- | -------- | --------- |
| 1    | Mikel Landa     | Sky      | 13h39'35" |
| 2    | Wilco Kelderman | Lotto NL | a 1"      |
| 3    | Sergio Henao    | Sky      | a 5"      |

### 4ª tappa
- 7 aprile: Lesaka > Orio – 165 km

Risultati
| Pos. | Corridore      | Squadra | Tempo    |
| ---- | -------------- | ------- | -------- |
| 1    | Samuel Sánchez | BMC     | 4h13'12" |
| 2    | Rui Costa      | Lampre  | s.t.     |
| 3    | Warren Barguil | Giant   | s.t.     |

| Pos. | Corridore       | Squadra  | Tempo     |
| ---- | --------------- | -------- | --------- |
| 1    | Wilco Kelderman | Lotto NL | 17h52'48" |
| 2    | Sergio Henao    | Sky      | a 4"      |
| 3    | Mikel Landa     | Sky      | a 7"      |

### 5ª tappa
- 8 aprile: Orio > Eibar/Arrate – 159 km

Risultati
| Pos. | Corridore        | Squadra | Tempo    |
| ---- | ---------------- | ------- | -------- |
| 1    | Diego Rosa       | Astana  | 4h19'19" |
| 2    | Sergio Henao     | Sky     | a 3'13"  |
| 3    | Alberto Contador | Tinkoff | s.t.     |

| Pos. | Corridore        | Squadra | Tempo     |
| ---- | ---------------- | ------- | --------- |
| 1    | Sergio Henao     | Sky     | 22h15'24" |
| 2    | Alberto Contador | Tinkoff | a 6"      |
| 3    | Thibaut Pinot    | FDJ     | a 10"     |

### 6ª tappa
- 9 aprile: Eibar > Eibar - Cronometro individuale – 16,5 km

Risultati
| Pos. | Corridore        | Squadra  | Tempo  |
| ---- | ---------------- | -------- | ------ |
| 1    | Alberto Contador | Tinkoff  | 29'13" |
| 2    | Nairo Quintana   | Movistar | a 5"   |
| 3    | Sergio Henao     | Sky      | a 18"  |

| Pos. | Corridore        | Squadra  | Tempo     |
| ---- | ---------------- | -------- | --------- |
| 1    | Alberto Contador | Tinkoff  | 22h44'43" |
| 2    | Sergio Henao     | Sky      | a 12"     |
| 3    | Nairo Quintana   | Movistar | a 37"     |

## Evoluzione delle classifiche
| Tappa              | Vincitore          | Classifica generale Maglia gialla | Classifica della montagna Maglia a pois | Classifica a punti Maglia verde | Classifica sprint Maglia blu | Classifica a squadre |
| ------------------ | ------------------ | --------------------------------- | --------------------------------------- | ------------------------------- | ---------------------------- | -------------------- |
| 1ª                 | Luis León Sánchez  | Luis León Sánchez                 | Jonathan Lastra                         | Luis León Sánchez               | Nicolas Edet                 | AG2R La Mondiale     |
| 2ª                 | Mikel Landa        | Mikel Landa                       | Nicolas Edet                            | Mikel Landa                     | Nicolas Edet                 | Team Sky             |
| 3ª                 | Steve Cummings     | Mikel Landa                       | Stefan Denifl                           | Simon Gerrans                   | Stefan Denifl                | Team Sky             |
| 4ª                 | Samuel Sánchez     | Wilco Kelderman                   | Stefan Denifl                           | Samuel Sánchez                  | Stefan Denifl                | Team Katusha         |
| 5ª                 | Diego Rosa         | Sergio Henao                      | Diego Rosa                              | Sergio Henao                    | Nicolas Edet                 | Team Sky             |
| 6ª                 | Alberto Contador   | Alberto Contador                  | Diego Rosa                              | Sergio Henao                    | Nicolas Edet                 | Team Sky             |
| Classifiche finali | Classifiche finali | Alberto Contador                  | Diego Rosa                              | Sergio Henao                    | Nicolas Edet                 | Team Sky             |

## Classifiche finali

### Classifica generale - Maglia gialla
| Pos. | Corridore        | Squadra    | Tempo     |
| ---- | ---------------- | ---------- | --------- |
| 1    | Alberto Contador | Tinkoff    | 22h44'43" |
| 2    | Sergio Henao     | Sky        | a 12"     |
| 3    | Nairo Quintana   | Movistar   | a 37"     |
| 4    | Thibaut Pinot    | FDJ        | a 1'13"   |
| 5    | J. Rodríguez     | Katusha    | a 1'22"   |
| 6    | Samuel Sánchez   | BMC        | a 1'29"   |
| 7    | Rui Costa        | Lampre     | a 2'19"   |
| 8    | Simon Špilak     | Katusha    | a 2'47"   |
| 9    | Lawson Craddock  | Cannondale | a 2'52"   |
| 10   | Wilco Kelderman  | Lotto NL   | a 3'14"   |

### Classifica della montagna - Maglia a pois
| Pos. | Corridore       | Squadra | Punti |
| ---- | --------------- | ------- | ----- |
| 1    | Diego Rosa      | Astana  | 55    |
| 2    | Stefan Denifl   | IAM     | 53    |
| 3    | Nicolas Edet    | Cofidis | 28    |
| 4    | Carlos Verona   | Etixx   | 27    |
| 5    | Luis Ángel Maté | Cofidis | 22    |

### Classifica a punti - Maglia verde
| Pos. | Corridore        | Squadra  | Punti |
| ---- | ---------------- | -------- | ----- |
| 1    | Sergio Henao     | Sky      | 70    |
| 2    | Alberto Contador | Tinkoff  | 62    |
| 3    | Samuel Sánchez   | BMC      | 61    |
| 4    | Rui Costa        | Lampre   | 51    |
| 5    | Nairo Quintana   | Movistar | 47    |

### Classifica sprint - Maglia blu
| Pos. | Corridore       | Squadra | Punti |
| ---- | --------------- | ------- | ----- |
| 1    | Nicolas Edet    | Cofidis | 11    |
| 2    | Diego Rosa      | Astana  | 9     |
| 3    | Stefan Denifl   | IAM     | 9     |
| 4    | Luis Ángel Maté | Cofidis | 7     |
| 5    | Dario Cataldo   | Astana  | 6     |

### Classifica a squadre
| Pos. | Squadra                    | Tempo     |
| ---- | -------------------------- | --------- |
| 1    | Team Sky                   | 68h26'46" |
| 2    | Astana Pro Team            | a 6'10"   |
| 3    | Team Katusha               | a 6'35"   |
| 4    | AG2R La Mondiale           | a 12'32"  |
| 5    | Cofidis, Solutions Crédits | a 13'09"  |